# Авиаторы-североморцы — Герои Советского Союза и Герои Российской Федерации
В 1941—1945 годах пятьдесят три лётчика авиации Северного флота были удостоены звания Героя Советского Союза. Борис Феоктистович Сафонов впервые за годы Великой Отечественной войны был удостоен этого звания дважды. Второй Звездой Героя Советского Союза он был награждён посмертно в 1942 году.

Аллея Героев в пос. Сафоново.

29 октября 1968 года в пос. Сафоново открыта Аллея Героев, на которой установлены бюсты авиаторов-североморцев — Героев Советского Союза.
В наши дни шестеро авиаторов-североморцев были удостоены звания Героя Российской Федерации. Одним из первых в ВВС СФ, удостоенных этого высокого звания, был Тимур Автандилович Апакидзе. Он погиб во время демонстрационного полёта в 2001 году.
В списке приведены звания и должности авиаторов-североморцев — Героев Советского Союза и Героев Российской Федерации на день присвоения им этих званий, который указан в скобках.

## Дважды Герои Советского Союза
- САФОНОВ Борис Феоктистович — капитан, командир эскадрильи 72-го смешанного авиаполка (16 сентября 1941 г.); гвардии подполковник, командир 2-го гвардейского авиаполка (14 июня 1942 г.).

## Герои Советского Союза

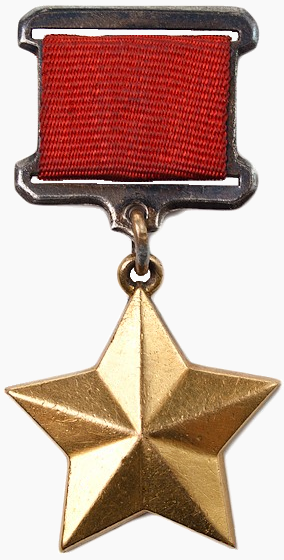
Медаль «Золотая Звезда» Героя Советского Союза

- АДОНКИН Василий Семёнович — капитан, командир эскадрильи 78-го истребительного авиаполка (22 января 1944 г.).
- АСЕЕВ Григорий Сафронович — гвардии старший сержант, стрелок-радист 9-го гвардейского минно-торпедного авиаполка (5 ноября 1944 г.).
- БАДЮК Михаил Михайлович — гвардии старшина, старший воздушный стрелок-радист 9-го гвардейского минно-торпедного авиаполка (22 февраля 1944 г.).
- БАЛАШОВ Вячеслав Павлович — капитан, командир звена 24-го минно-торпедного авиаполка (24 июля 1943 г.).
- БАШТЫРКОВ Андрей Андреевич — гвардии капитан, командир звена 9-го гвардейского минно-торпедного авиаполка (22 февраля 1943 г.).
- БОКИЙ Николай Андреевич — гвардии младший лейтенант, командир звена 2-го гвардейского авиаполка (24 июля 1943 г.).
- БОРОНИН Михаил Петрович — гвардии лейтенант, штурман звена 9-го гвардейского минно-торпедного авиаполка (22 февраля 1944 г.).
- БУРМАТОВ Владимир Александрович — старший лейтенант, штурман 255-го истребительного авиаполка (31 мая 1944 г.).
- ВЕРБИЦКИЙ Михаил Константинович — капитан, командир звена 118-го разведывательного авиаполка (22 января 1944 г.).
- ВОЛЫНКИН Илья Тихонович — капитан, заместитель командира эскадрильи 36-го минно-торпедного авиаполка (5 ноября 1944 г.).
- ГАВРИЛОВ Владимир Николаевич — гвардии сержант, воздушный стрелок-бомбардир 9-го гвардейского минно-торпедного авиаполка (22 февраля 1943 г.).
- ГАЛКИН Павел Андреевич — гвардии лейтенант, штурман звена 9-го гвардейского минно-торпедного авиаполка (19 августа 1944 г.).
- ГУЛЯЕВ Сергей Арсентьевич — капитан, командир эскадрильи 46-го штурмового авиаполка (22 июля 1944 г.).
- ДИДЕНКО Николай Матвеевич — гвардии старший лейтенант, заместитель командира эскадрильи 2-го гвардейского истребительного авиаполка (5 ноября 1944 г.).
- ЕЛЬКИН Леонид Ильич — капитан, командир эскадрильи 118-го разведывательного авиаполка (22 января 1944 г.).
- ЗАЙЦЕВ Николай Иванович — гвардии старший лейтенант, заместитель командира эскадрильи 9-го гвардейского минно-торпедного авиаполка (22 февраля 1944 г.).
- КАТУНИН Илья Борисович — капитан, заместитель командира эскадрильи 46-го штурмового авиаполка (31 мая 1944 г.).
- КИСЕЛЁВ Василий Николаевич — капитан, заместитель командира эскадрильи 24-го минно-торпедного авиаполка (24 июля 1943 г.).
- КЛИМОВ Павел Дмитриевич — гвардии младший лейтенант, командир звена 2-го гвардейского истребительного авиаполка (24 июля 1943 г.).
- КОВАЛЕНКО Александр Андреевич — гвардии капитан, командир эскадрильи 2-го гвардейского истребительного авиаполка (14 июня 1942 г.).
- КОЛОМИЕЦ Пётр Леонтьевич — гвардии капитан, командир эскадрильи 2-го гвардейского истребительного авиаполка (5 ноября 1944 г.).
- КОЧЕЛАЕВСКИЙ Юрий Петрович — гвардии капитан, штурман эскадрильи 9-го гвардейского минно-торпедного авиаполка (31 мая 1944 г.).
- КУРЗЕНКОВ Сергей Георгиевич — капитан, помощник командира 78-го истребительного авиаполка (24 июля 1943 г.).
- ЛАПШЕНКОВ Семён Васильевич — майор, командир эскадрильи 29-го авиаполка (31 мая 1944 г.).
- МАКАРЕВИЧ Сергей Антонович — гвардии капитан, помощник командира эскадрильи 9-го гвардейского минно-торпедного авиаполка (31 мая 1944 г.).
- МАРКИН Андрей Михайлович — сержант, воздушный стрелок 46-го штурмового авиаполка (31 мая 1944 г.).
- ОРЛОВ Павел Иванович — гвардии капитан, заместитель командира эскадрильи 2-го гвардейского авиаполка (24 июля 1943 г.).
- ОСЫКА Демьян Васильевич — капитан, помощник командира 46-го штурмового авиаполка (22 июля 1944 г.).
- ПАВЛОВ Георгий Васильевич — майор, командир 46-го штурмового авиаполка (6 марта 1945 г.).
- ПАНИН Павел Алексеевич — майор, командир 255-го истребительного авиаполка (22 января 1944 г.).
- ПЕТРЕНКО Евгений Васильевич — капитан, командир эскадрильи 20-го истребительного авиаполка (19 августа 1944 г.).
- ПИРОГОВ Владимир Васильевич — гвардии старший лейтенант, заместитель командира эскадрильи 9-го гвардейского минно-торпедного авиаполка (22 февраля 1944 г.).
- ПИСАРЕВ Геннадий Васильевич — капитан, штурман эскадрильи 36-го минно-торпедного авиаполка (6 марта 1945 г.).Мемориал авиаторам-североморцам, погибшим в море.

Мемориал авиаторам-североморцам, погибшим в море.

- ПОКАЛО Михаил Фёдорович — старший лейтенант, штурман звена 24-го минно-торпедного авиаполка (24 июля 1943 г.).
- ПОКРОВСКИЙ Владимир Павлович — гвардии капитан, командир звена 2-го гвардейского истребительного авиаполка (24 июля 1943 г.).
- РАССАДКИН Пётр Алексеевич — капитан, заместитель командира эскадрильи 255-го истребительного авиаполка (31 мая 1944 г.).
- САХАРОВ Павел Иванович — капитан, командир эскадрильи 78-го истребительного авиаполка (5 ноября 1944 г.).
- СГИБНЕВ Пётр Георгиевич — старший лейтенант, командир эскадрильи 78-го истребительного авиаполка (23 октября 1942 г.).
- СЕЛЕЗНЁВ Пётр Иванович — капитан, штурман эскадрильи 118-го разведывательного авиаполка (22 июля 1944 г.).
- СИНИЦЫН Александр Николаевич — капитан, командир эскадрильи 46-го штурмового авиаполка (22 июля 1944 г.).
- СКНАРЁВ Александр Ильич — гвардии майор, штурман 9-го гвардейского минно-торпедного авиаполка (5 ноября 1944 г.).
- СОРОКИН Захар Артёмович — гвардии капитан, штурман 2-го гвардейского авиаполка (19 августа 1944 г.).
- СТРЕЛЬНИКОВ Василий Поликарпович — капитан, командир эскадрильи 78-го истребительного авиаполка (6 марта 1945 г.).
- СТРЕЛЬЦОВ Виктор Сергеевич — капитан, заместитель командира эскадрильи 95-го авиаполка (22 июля 1944 г.).
- СУВОРОВ Родион Михайлович — капитан, заместитель командира эскадрильи 118-го разведывательного авиаполка (31 мая 1944 г.).
- СЫРОМЯТНИКОВ Борис Павлович — гвардии подполковник, командир 9-го" гвардейского минно-торпедного авиаполка (5 ноября 1944 г.).
- ТАРАСОВ Алексей Кондратьевич — капитан, заместитель командира эскадрильи 20-го истребительного авиаполка (19 августа 1944 г.).
- ТУРКОВ Николай Яковлевич — капитан, командир эскадрильи 118-го разведывательного авиаполка (22 июля 1944 г.).
- ФРАНЦЕВ Евгений Иванович — гвардии старший лейтенант, летчик 9-го гвардейского минно-торпедного авиаполка (19 августа 1944 г.).
- ШЕИН Павел Степанович — младший лейтенант, штурман самолёта 118-го разведывательного авиаполка (22 января 1944 г.).
- ШИПОВ Александр Павлович — капитан, штурман 20-го истребительного авиаполка (5 ноября 1944 г.).
- ШКАРУБА Константин Фёдорович — гвардии капитан, заместитель командира эскадрильи 9-го гвардейского минно-торпедного авиаполка (19 августа 1944 г.).

## Герои Российской Федерации

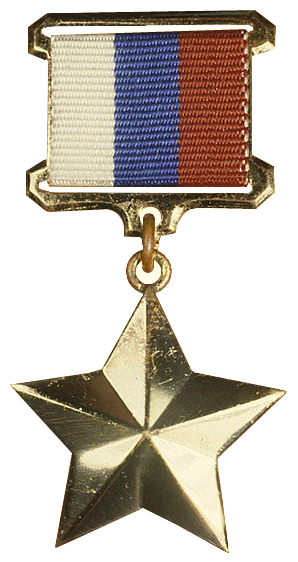
Медаль «Золотая Звезда» Героя Российской Федерации

- АПАКИДЗЕ Тимур Автандилович — полковник, командир смешанной корабельной авиационной дивизии ВВС СФ (17 августа 1995 г.).
- БОХОНКО Иван Иванович — полковник, командир 279-го отдельного корабельного штурмового авиаполка ВВС СФ (17 августа 1995 г.).
- ДУБОВОЙ Виктор Викторович — подполковник, заместитель командира корабельного истребительного авиаполка ВВС СФ (6 января 1999 г.).
- КОЖИН Игорь Сергеевич — полковник, командир корабельного истребительного авиаполка ВВС СФ (6 января 1999 г.).
- КРЕТОВ Павел Павлович — полковник, лётчик-снайпер корабельной авиации ВВС СФ (12 августа 2000 г.).
- МАТКОВСКИЙ Игорь Феоктистович — полковник, командир 279-го корабельного истребительного авиаполка им. Б. Ф. Сафонова ВВС СФ (21 апреля 2008 г.).